# Шония, Владимир Яковлевич
Владимир Яковлевич Шония (1898 — ?) — прокурор Грузинской ССР.

## Биография
В 1949 году являлся членом ревизионной комиссии КП(б) ГССР. До 1951 прокурор Грузинской ССР. В 1952—1953 находился под арестом по делу так называемой мингрельской националистической группы. В апреле 1953 освобождён.